# Cole Custer
Cole Matthew Custer (* 23. Januar 1998 in Ladera Ranch, Kalifornien) ist ein US-amerikanischer Automobilrennfahrer.
Er tritt in der NASCAR Xfinity Series an und fährt den Ford Mustang mit der Startnummer 00 für Stewart-Haas Racing.
Er ist der Sohn von Joe Custer, dem Teampräsidenten von Stewart-Haas Racing. Zu seinen größten Erfolgen zählt der Sieg der NASCAR Xfinity Series 2023. Er wurde in Ladera Ranch, Kalifornien, geboren.